# Lebensohl transferowy
Lebensohl transferowy – brydżowa konwencja licytacyjna, odmiana lebensohla, używana po naszym otwarciu 1BA, w sytuacji gdy pierwszy obrońca interweniował na wysokości dwóch, na przykład:
```
W       N       E       E
1BA     2
♥
      ?
```

```
X   - według ustaleń, karna lub 
negatywna

2♠  - nie forsuje.
2BA - transfer na trefle z siłą nieokreśloną.
3♣  - transfer na kara, siła nieokreślona.
3
♦
  - transfer na kolor przeciwnika informuje o drugim kolorze starszym.
3
♥
  - transfer na piki, forsuje do dogranej.
3♠  - "transfer na BA", brak zatrzymania w kolorze przeciwnika i brak starszej czwórki,
      ale siła wystarczająca na końcówkę.
3BA - do gry, obiecuje zatrzymanie kier.
```